# 达恩·伊里米丘克
达恩·伊里米丘克（羅馬尼亞語：Dan Irimiciuc，1949年5月9日—），罗马尼亚男子击剑运动员。他曾代表罗马尼亚参加1972年和1976年夏季奥林匹克运动会击剑比赛，其中1976年奥运会获得一枚铜牌。